# آکوتو (فیلم)
آکوتو (به ژاپنی: 悪党 Akutō) فیلمی به کارگردانی کانه‌تو شیندو است که در سال ۱۹۶۵ اکران شد. از بازیگران آن می‌توان به ایتارو اوزاوا، نوبوکو اوتاوا و تایجی تونویاما اشاره کرد.